# Латвийская социалистическая советская республика
Латвийская социалистическая советская республика, или Социалистическая Советская Республика Латвии (ССРЛ) (латыш. Latvijas Sociālistiskā Padomju Republika) — государственное образование, существовавшее на части территории современной Латвии с 17 декабря 1918 года до весны 1920 года.

## Хроника

### Исколат
24 декабря 1917 года (6 января 1918 года) в латвийском городе Валка Исполнительный комитет Совета рабочих, солдатских и безземельных депутатов Латвии (Исколат) принял декларацию о самоопределении Латвии. Власть Исколата распространялась на районы Латвии, не занятые германскими войсками. Председателем президиума Исколата стал Фрицис Розинь (Розиньш).
В феврале 1918 года германские войска заняли всю территорию современной Латвии. В преддверии германского наступления, остановить которое большевики не имели никакой возможности, Исколат предпринял непривычный в то время радикальный шаг — из рядов интеллигенции, состоятельных латышей и местных немцев были взяты сотни заложников, которых вывезли в Россию, чтобы застраховаться от возможных германских репрессий. Исколат эвакуировался в Москву, в марте 1918 прекратил работу и вскоре был распущен.

### Создание буржуазного и советского правительства
В феврале — декабре 1918 года Латвия находилась под контролем Германии и была включена в Балтийское герцогство. После победы Ноябрьской революции правительство Веймарской республики должно было вывести германские войска с территории Латвии.
18 ноября 1918 года при поддержке генерального уполномоченного германского правительства Августа Виннига Народным советом во главе с Карлисом Улманисом и Янисом Чаксте, представлявшим ряд латвийских партий и общественных организаций, на основании резолюций, принятых накануне, было провозглашено создание независимой Латвийской Республики.
С другой стороны, 17 декабря 1918 года вышел Манифест Временного рабоче-крестьянского правительства Латвии, возглавлявшегося Петром Стучкой, об установлении советской власти в Латвии.  Латышские красные стрелки при помощи других частей Красной Армии  установили контроль над основной частью Латвии, включая Ригу, занятую 3 января 1919 года. 13 января 1919 года в Риге была провозглашена Латвийская Социалистическая Советская Республика и начало работать правительство Стучки.
22 декабря 1918 года Ленин подписал «Декрет Совета Народных Комиссаров о признании независимости Советской Республики Латвии», где
Российское Советское Правительство вменяет в обязанность всем, соприкасающимся с Латвией военным и гражданским властям Российской Советской Республики, оказывать Советскому Правительству Латвии и его войскам всяческое содействие в борьбе за освобождение Латвии от ига буржуазии.
В советской и российской историографии эта дата считается началом латвийской государственности.

### Вытеснение большевиков
22 мая 1919 года Прибалтийский ландесвер, немецкая Железная дивизия, состоявшая из прибывших из Германии добровольцев, и белогвардейские формирования под командованием князя Ливена вытеснили из Риги подразделения Красной Армии.
2 июля, в результате прорыва линии обороны Риги Эстонской армией во главе с Й. Лайдонером и латышскими полками, командование ландесвером и Железной дивизией согласилось на перемирие, предложенное представителями Антанты. Части Железной дивизии покинули Ригу, подразделения ландесвера были включены в состав Латвийской армии, а правительство Латвийской Республики переехало в латвийскую столицу.
В январе 1920 года при поддержке польских войск, начавших наступление из западной Белоруссии, армия независимой Латвийской Республики взяла города Даугавпилс и Резекне, и советская республика прекратила существование.
11 августа 1920 года правительство Латвийской Республики подписало мирный договор между Россией и Латвией, по которому правительство Советской России
…признаёт безоговорочно независимость, самостоятельность и суверенность Латвийского Государства и отказывается добровольно и на вечные времена от всяких суверенных прав кои принадлежали России в отношении к латвийскому народу и земле…

## Социально-экономическая ситуация

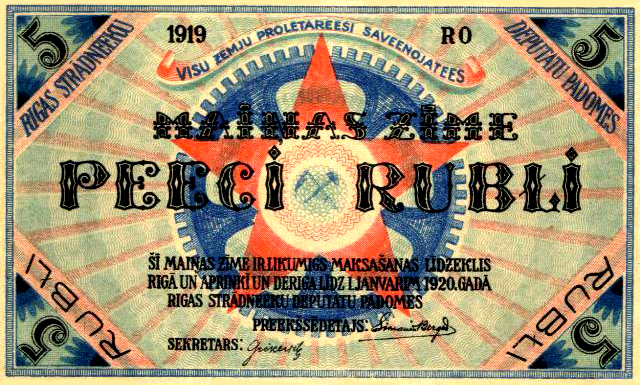
Денежный знак Рижского совета депутатов трудящихся, 1919 г.

Внутренняя ситуация в республике в 1918—1919 годах была тяжёлой. Промышленность была разрушена, оставшиеся фабрики не работали, многое оборудование было вывезено в 1915 году и впоследствии, немцами. Остановились порты. Площадь посевов сократилась на 60 %. Не хватало продуктов питания: хлеба, соли, сахара, и основных промышленных товаров (мыла, мануфактуры, обуви). В городах наблюдался дефицит дров.
Население страны за время Первой мировой войны сократилось вдвое. В Риге из 507 тыс. жителей, имевшихся в 1913 году, к 1917 году осталось 224 тысячи, а к 1919 году — 212 тысяч, из которых мужчин 90 тыс. В рабочих районах царили нищета, голод и болезни.
Принимая во внимание катастрофическую ситуацию с продовольствием, 10 января советское правительство установило продовольственный налог: 6 пудов зерна с десятины посевов, закупаемого по твёрдой цене. Была также объявлена монополия на хлебную торговлю, введена карточная система в городах. До нового урожая горожанам выдавалось 200 граммов хлеба в день, детям до 3 лет дополнительно выдавалось 400 граммов сахара или мармелада в месяц. Были организованы суповые кухни, раздававшие горячую пищу нуждающимся. Недельная порция предусматривала использование 735 г картофеля, 335 г капусты, 100 г муки, 120 г крупы, 60 г гороха, 250 г овощей, 90 г мяса. «Этого было очень мало, наши врачи сообщили, что такой рацион обеспечивает только треть потребностей взрослого человека, — вспоминал П. Стучка. — Но немцы обеспечивали не более одной седьмой части рациона, так что этот горячий суп позволил спасти многие жизни жителей Риги».
В феврале 1919 года из России в Латвию были отправлены 10 железнодорожных цистерн керосина, 2 вагона мануфактуры, 2 вагона табака, 5 вагонов спичек и других хозяйственных товаров, 60 вагонов зерна и 60 вагонов соли с Украины. В марте из России были отправлены 60 вагонов зерна, 30 вагонов сахара, с Украины — 100 вагонов зерна и сахара. Эта помощь помогла снять остроту продовольственной проблемы, но не решить её в корне. Для этого был создан чрезвычайный Совет снабжения во главе с комиссаром по труду Отто Карклинем. В него входили также комиссар по внутренним делам Я. Ленцманис, комиссар по продовольствию А. Клеверс и инспектор Красной Армии Р. Берзиньш (Бирка). 3 апреля были разрешены ввоз и свободная торговля ненормируемых продуктов (мясо, масло, овощи) на рынках и в магазинах по свободным ценам.